# Kabinet-Orpo
Het kabinet–Orpo is de huidige regering van de Republiek Finland van sinds 20 juni 2023. Het kabinet wordt gevormd door de politieke partijen NCP, PS, RKP en KD na de parlementsverkiezingen van 2023 met partijleider Petteri Orpo van de NCP als premier.

## Kabinet–Orpo (2023–heden)
| Ambtsbekleder                             | Ambtsbekleder        | Ambtsbekleder                | Functie(s)                                           | Ambtstermijn    | Ambtstermijn    | Partij(en)                     |
| ----------------------------------------- | -------------------- | ---------------------------- | ---------------------------------------------------- | --------------- | --------------- | ------------------------------ |
|                                           | Petteri Orpo         | Petteri Orpo (1969)          | Premier                                              | 20 juni 2023    | heden           | Nationale Coalitiepartij       |
|                                           | Riikka Purra         | Riikka Purra (1977)          | Vicepremier                                          | 20 juni 2023    | heden           | Finnenpartij                   |
| Minister van Financiën                    | Riikka Purra         | Riikka Purra (1977)          |                                                      | 20 juni 2023    | heden           | Finnenpartij                   |
|                                           | Mari Rantanen        | Mari Rantanen (1976)         | Minister van Binnenlandse Zaken                      | 20 juni 2023    | heden           | Finnenpartij                   |
|                                           | Elina Valtonen       | Elina Valtonen (1981)        | Minister van Buitenlandse Zaken                      | 20 juni 2023    | heden           | Nationale Coalitiepartij       |
|                                           | Leena Meri           | Leena Meri (1968)            | Minister van Justitie                                | 20 juni 2023    | heden           | Finnenpartij                   |
|                                           | Vilhelm Junnila      | Vilhelm Junnila (1982)       | Minister van Economische Zaken                       | 20 juni 2023    | 6 juli 2023     | Finnenpartij                   |
|                                           | Wille Rydman         | Wille Rydman (1986)          | Minister van Economische Zaken                       | 6 juli 2023     | heden           | Finnenpartij                   |
|                                           | Kai Mykkänen         | Antti Häkkänen (1985)        | Minister van Defensie                                | 20 juni 2023    | heden           | Nationale Coalitiepartij       |
|                                           | Kaisa Juuso          | Kaisa Juuso (1960)           | Minister van Sociale Zaken en Volksgezondheid        | 20 juni 2023    | heden           | Finnenpartij                   |
|                                           | Arto Satonen         | Arto Satonen (1966)          | Minister van Arbeid                                  | 20 juni 2023    | 6 mei 2025      | Nationale Coalitiepartij       |
|                                           | Matias Marttinen     | Matias Marttinen (1990)      | Minister van Arbeid                                  | 6 mei 2025      | heden           | Nationale Coalitiepartij       |
|                                           | Anna-Maja Henriksson | Anna-Maja Henriksson (1964)  | Minister van Onderwijs                               | 20 juni 2023    | 6 juli 2024     | Zweedse Volkspartij in Finland |
|                                           | Anders Adlercreutz   | Anders Adlercreutz (1970)    | Minister van Onderwijs                               | 6 juli 2024     | heden           | Zweedse Volkspartij in Finland |
|                                           | Lulu Ranne           | Lulu Ranne (1971)            | Minister van Transport                               | 20 juni 2023    | heden           | Finnenpartij                   |
|                                           | Sari Essayah         | Sari Essayah (1967)          | Minister van Landbouw                                | 20 juni 2023    | heden           | Christen- Democraten           |
|                                           | Kai Mykkänen         | Kai Mykkänen (1979)          | Minister van Milieu en Klimaat                       | 20 juni 2023    | 24 januari 2025 | Nationale Coalitiepartij       |
|                                           | Sari Multala         | Sari Multala (1978)          | Minister van Milieu en Klimaat                       | 24 januari 2025 | heden           | Nationale Coalitiepartij       |
|                                           | Ville Tavio          | Ville Tavio (1984)           | Minister voor Buitenlandse Handel                    | 20 juni 2023    | heden           | Finnenpartij                   |
| Minister voor Ontwikkelings- samenwerking | Ville Tavio          | Ville Tavio (1984)           |                                                      | 20 juni 2023    | heden           | Finnenpartij                   |
|                                           | Anna-Kaisa Ikonen    | Anna-Kaisa Ikonen (1977)     | Minister voor Lokale Zaken en Regionale Zaken        | 20 juni 2023    | heden           | Nationale Coalitiepartij       |
|                                           | Anders Adlercreutz   | Anders Adlercreutz (1970)    | Minister voor Europese Zaken                         | 20 juni 2023    | 6 juli 2024     | Zweedse Volkspartij in Finland |
| Minister voor Noorse Samenwerking         | Anders Adlercreutz   | Anders Adlercreutz (1970)    |                                                      | 20 juni 2023    | 6 juli 2024     | Zweedse Volkspartij in Finland |
|                                           | Joakim Strand        | Joakim Strand (1982)         | Minister voor Europese Zaken                         | 6 juli 2024     | heden           | Zweedse Volkspartij in Finland |
| Minister voor Noorse Samenwerking         | Joakim Strand        | Joakim Strand (1982)         |                                                      | 6 juli 2024     | heden           | Zweedse Volkspartij in Finland |
|                                           | Sanni Grahn-Laasonen | Sanni Grahn- Laasonen (1983) | Minister voor Maatschappelijk Werk                   | 20 juni 2023    | heden           | Nationale Coalitiepartij       |
|                                           | Sari Multala         | Sari Multala (1978)          | Minister voor Wetenschap en Cultuur                  | 20 juni 2023    | 24 januari 2025 | Nationale Coalitiepartij       |
|                                           | Mari-Leena Talvitie  | Mari-Leena Talvitie (1980)   | Minister voor Wetenschap en Cultuur                  | 24 januari 2025 | heden           | Nationale Coalitiepartij       |
|                                           | Sandra Bergqvist     | Sandra Bergqvist (1980)      | Minister voor Jeugd, Sport en Lichamelijke Opvoeding | 20 juni 2023    | heden           | Zweedse Volkspartij in Finland |